# Victoria Reichelt

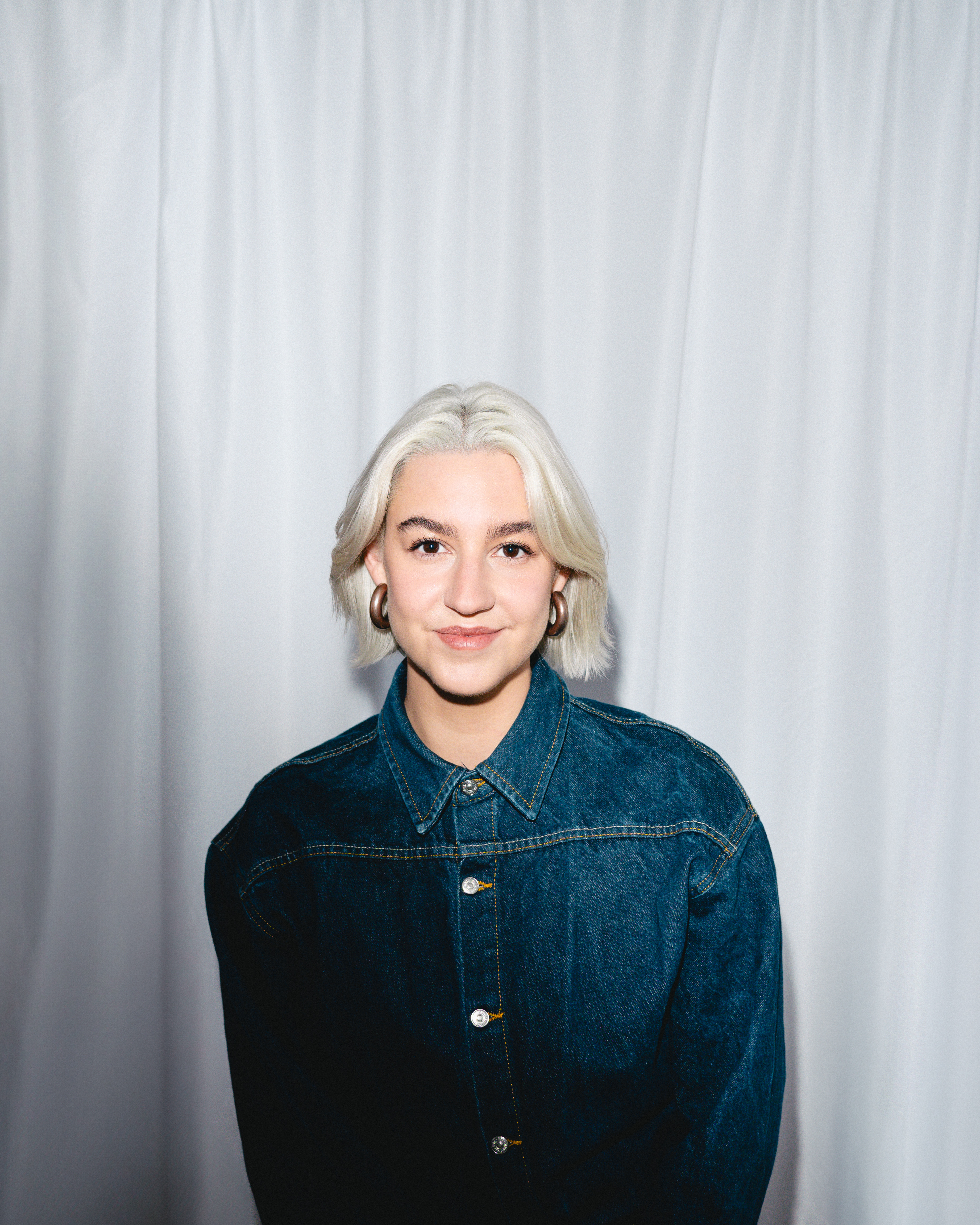
Victoria Reichelt (2025)

Victoria Reichelt (* 21. August 1996 in Wolfsburg) ist eine deutsche Journalistin und Moderatorin.

## Studium und journalistische Karriere
Victoria Reichelt studierte bis 2018 Wirtschaftskommunikation an der Hochschule für Technik und Wirtschaft Berlin sowie der Benemerita Universidad Autonoma de Puebla, Mexiko. Im Anschluss absolvierte sie ein Volontariat für politische Kommunikation in Berlin und Brüssel. Seit 2019 arbeitet sie als Journalistin.
Seit 2022 moderiert Reichelt das interaktive YouTube-Format von ZDFheute, ZDFheute live, in dem sie aktuelle News mit verschiedenen Expertinnen, Experten, Politikerinnen und Politikern einordnet und live Fragen aus der Community diskutiert.
Ebenfalls seit 2022 ergänzt sie das Moderationsteam des politischen funk-Formats Die da Oben. 2024 startete der dazugehörige Podcast Absolute Mehrheit. Mit ihren Gästen aus der Spitzenpolitik spielt sie die Annahme durch, welche politischen Ideen diese sofort umsetzen würden, vorausgesetzt, sie könnten kompromisslos handeln und müssten keine Rücksicht auf Koalitionspartner nehmen.
Bis 2022 war sie Chefin vom Dienst und mit Eva Schulz Gastgeberin bei Deutschland3000 von funk. In wöchentlichen Videos zum politischen und gesellschaftlichen Tagesgeschehen suchten die beiden Journalistinnen nach Antworten. Frontfrau Victoria Reichelt verband in dem Format „Seriosität und Witz, Mut und Ehrlichkeit und scheute sich nicht, Stellung zu beziehen.“
In den Jahren 2021 sowie 2022 war sie Ko-Moderatorin des funk-Formats Kreuzverhör, in dem Spitzenpolitiker junge Menschen „von sich und dem Wahlprogramm ihrer Partei überzeugen“ sollten. Zudem sollten sie die Frage beantworten: „Welche Visionen und Ideen haben sie für Deutschland und die Zukunft?“
Auf ihren eigenen Social-Media-Kanälen spricht die Journalistin über politische Themen, die ihre Generation bewegen. Hierzu sagt sie: „früh […] Zahlen, Belege und Quellen. Damit die Zuschauer erkennen: Das hier ist ein faktenbasiertes Video, es geht nicht primär um meine eigene Meinung.“

## Auszeichnungen
- 2024: Das medium-Magazin zählt sie zu den Top 30 bis 30-Talenten 2024 im deutschen Journalismus.[4]

- 2024: Das Magazin politik & kommunikation zählt sie zu den 10 Namen, die man sich für die Zukunft des Hauptstadtjournalismus merken sollte.[5]